# Alexandre Mathis
Paul Hervé Alexandre Mathis, né le 7 mars 1948 à Besançon, est un écrivain, photographe, et cinéaste indépendant français.

## Parcours
En 1970, Alexandre Mathis produit et réalise, sous le nom de Herbert Mathese, trois courts et moyens métrages indépendants expérimentaux en 16 mm : Vinyl !, Serenity!, Bathroom. 
De 1970 à 1979, il est critique de cinéma. Il écrit pour Le Parapluie, 1+1, Had International, Sex Stars System, Ciné-Girl, Écran (de 1976 à 1979), Libération, Le Film français, Rocks (sous le pseudonyme de Godverdomme), etc. 
En 1976, Paul-Hervé Mathis tient le rôle de l'organisateur de spectacle dans le court métrage de Philippe Truffault Le Dernier 55 (1976) avec Béatrice Romand et Pamela Stanford. Puis, il joue le rôle du psychanalyste lisant son journal dans le long métrage Pourvoir de Patrice Énard (séquences tournées en 1978).
À partir de 1980, il ne signe plus aucun texte « Paul-Hervé Mathis ». En 1980, il commence à écrire son premier livre Maryan Lamour dans le béton - une histoire vraie, qui est publié en 1999. Il écrit ensuite plusieurs romans. 
À partir de 2014, il commence à travailler avec Pamela Stanford sur de nouveaux films expérimentaux, courts ou longs métrages. 
Le 19 novembre 2015, à 12 h 15, à Toulouse, Gérard Courant le filme pour sa série cinématographique Cinématon (Cinématon 2904 Alexandre Mathis), ainsi que pour Série Couple n° 150 Pamela Stanford & Alexandre Mathis tourné le même jour, à 12 h 30. Le 20 juin 2018, à Paris, à 12 h 25, Courant filme encore une scène avec lui, Alexandre Mathis lit LSD 67.

## Œuvres

### Ouvrages

#### Romans, essais
- Maryan Lamour dans le béton - une histoire vraie, roman (Encrage, 1999)[4] Maryan Lamour invité au 3e Festival international du roman noir de Frontignan en juin 2000[7],[8].
- Minuit place Pigalle, carrefour des illusions, état des lieux, aménagement du territoire, suivi de Visite guidée dans Paname du parcours, à pinces, et pressé, de quelques personnages d’André Héléna, essais illustrés par des photographies de l'auteur (Polar no 23, Spécial André Héléna, mai 2000, éditions Rivages)
- Les Condors de Montfaucon ou Lili dans le noir, roman (Édite, 2004)
- Chambres de bonnes – le succube du Temple, sous-titré Conte fiévreux, roman (Édite, 2005) Avec deux aquatintes originales des toits enneigés de la rue Sainte-Élisabeth, gravées pour le roman par le peintre Jean-Guy Paquet[9] (pages 103, 104).
- Edgar Poe dernières heures mornes, sous-titré October Dreary – Mosaïque psychédélique – dernière a venture extraordinaire, roman (édite, 2009)
- Allers sans retour, roman montage en deux volets, composé de Le Coup de folie de Roger Verdière suivi de La Mort mystérieuse d’Andrée Denis (édite, 2009)[10],[11]
- Les Fantômes de M. Bill – le fer et le feu, roman (Éditions Léo Scheer, 2011)[12]
- LSD 67 (Liliane Sonny Dora 1967), roman (Serge Safran éditeur, 2013)[13],[14] Prix Mauvais genres - France Culture 2013[15]

#### Préface
- « Le sang de l’autre », pour le roman d’André Héléna Le Goût du sang (éditions Édite, 2004)

#### Autres
- Entretien avec Jacques Richard autour des cinémas parisiens au cours des années 1960, dans l'ouvrage de Jacques Richard Le Cinéma libertaire et libertin, éd. L'Écarlate, 2015
- Textes de cinéma signés Alexandre Mathis, à partir de 2005, dans la revue Éléments, sur le site Les Influences[16] et dans L'Insatiable (2019 à 2022), revue indépendante de Jacques Spohr.

#### Sous le pseudonyme de Herbert P. Mathese
le pseudonyme de Herbert P. Mathese est utilisé uniquement pour certains écrits sur le cinéma.
- José Bénazéraf : An 2002, la caméra irréductible, Clairac, Clairac éd., 2007, 471-[viii] (ISBN 978-2-35256-004-3, BNF 40998144) Étude composée par sept entretiens avec José Bénazéraf, réalisés de février à juin 2002[17],[18].
- Textes Black Love, Félicité, Vice et Versa, dans Dictionnaire des films français pornographiques et érotiques 16 & 35 mm (Serious Publishing, 2014)

### Photographie
- 1994 : Cathal Tohill et Pete Tombs, Immoral Tales — photographies de cinémas disparus signées Herbert Mathese
- 2000 : Christophe Bier, Censure-moi : histoire du classement X en France, L'Esprit frappeur
- 2000 : Laurent Chollet, avec la collab. d'Armelle Leroy, L'Insurrection situationniste, éditions Dagorno  (ISBN 2-910019-59-4)
- 2016 : Mickaël Draï, Pornographisme, Le Bord de l'eau  (ISBN 2-390150-10-1) ; édition Deluxe 2020, La brèche studio[19]

### Filmographie
- 2005 : Sur la piste des personnages des Condors de Montfaucon, documentaire vidéo filmé par Frank Peeters dans Paris sur les lieux de l'action du roman éponyme d'Alexandre Mathis.
- À partir de 2014, tournage en numérique d'une série de films-portraits de Pamela Stanford de 4 minutes, films tous signés Alexandre H. Mathis.
  - Se suivent : Abricot Take 1 2 3 4, Portrait en vert, Portrait en bleu, Coquelicot, Portrait en jaune, Portrait Orange, Portrait in Bathroom.
- 2015 à 2018 (production et réalisation) : 
  - Outre Tombe (Haunted Earth)[20], film d'anticipation dystopique signé Alexandre H. Mathis, avec Pamela Stanford d'une durée de 7 heures[21],[22],[23],[24],[25],[26]
  - Martin (court métrage) avec Pamela Stanford
  - Lady Usher's Diary, inspiré du conte d'Edgar Poe La Chute de la maison Usher, avec Pamela Stanford, Michel Girod, Gérard Courant[27],[28]
  - Vampyr, film d'épouvante expressionniste avec Pamela Stanford (interprétant quatre personnages), Michel Girod, Salomé Girod, Jean-Pierre François, Alexandre Mathis[29],[30],[31]
- 2023 :
  - Lumière sur le Lot[32]
  - Spirit on Notre-Dame, court métrage sous-titré Fantaisie fantastique[32]